# Medal im. Juliusza Słowackiego
Medal im. Juliusza Słowackiego – wyróżnienie ustanowione w 2009 przez Dolnośląski Komitet Obchodów 200. Rocznicy Urodzin Juliusza Słowackiego i Ośrodek Kultury i Sztuki we Wrocławiu dla upamiętnienia wieszcza oraz uhonorowania tym medalem zwycięzcy Turniej Jednego Wiersza o Laur Juliusza Słowackiego.
Jury złożone z prof. Krzysztofa Bilińskiego (przewodniczący), Wandy Ziembickiej-Has oraz prof. Ewy Ferenc-Szydełko Medalem im. Juliusza Słowackiego uhonorowało 10 listopada 2009 poetę Dawida Junga, w Zakładzie Narodowym im. Ossolińskich we Wrocławiu. Nagrodę za fragment „Poematu o mówieniu prawdy” wręczał osobiście Marian Pankowski.
Medal im. Juliusza Słowackiego zaprojektował prof. Jacek Dworski z Akademii Sztuk Pięknych im. Eugeniusza Gepperta we Wrocławiu.